# Kęszyca Leśna
Kęszyca Leśna is een plaats in het Poolse district  Międzyrzecki, woiwodschap Lubusz. De plaats maakt deel uit van de gemeente Międzyrzecz en ontstond in de Tweede Wereldoorlog als Duits militair kamp bij de plaats Kęszyca waarvanuit gewerkt werd aan de versterking van de Ostwall (de zogeheten Oder-Warthe-stelling).